# 库尔塞勒拉福雷
库尔塞勒拉福雷（法語：Courcelles-la-Forêt，法語發音：[kuʁsɛl la fɔʁɛ]）是法国萨尔特省的一个市镇，属于拉弗莱什区。

## 地理
库尔塞勒拉福雷（47°47'6"N, 0°1'3"W）面积19.6 平方千米，位于法国卢瓦尔河地区大区萨尔特省，该省份为法国西北部内陆省份，北起顺时针与奥恩省、厄尔-卢瓦省、卢瓦-谢尔省、安德尔-卢瓦尔省、曼恩-卢瓦尔省和马耶讷省接壤，是法国大西部的入口，连接卢瓦尔河谷、布列塔尼和巴黎盆地。
与库尔塞勒拉福雷接壤的市镇（或旧市镇、城区）包括：布斯、拉方丹圣马丹、利格龙、萨尔特河畔马利科讷。

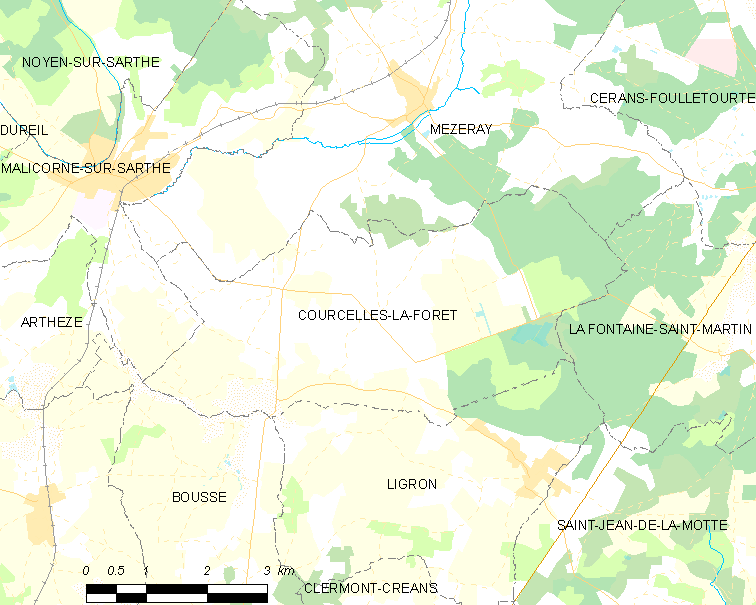
库尔塞勒拉福雷的OSM定位图

库尔塞勒拉福雷的时区为UTC+01:00、UTC+02:00（夏令时）。

## 行政
库尔塞勒拉福雷的邮政编码为72270，INSEE市镇编码为72100。

## 政治
库尔塞勒拉福雷所属的省级选区为拉弗莱什县。

## 人口

1962-2008年间库尔塞勒拉福雷人口变化图示

库尔塞勒拉福雷于2022年1月1日时的人口数量为403人。